# Sudbrooke
Sudbrooke – wieś w Anglii, w hrabstwie Lincolnshire, w dystrykcie West Lindsey. Leży 8 km na północny wschód od Lincoln i 197 km na północ od Londynu.
Miejscowość liczy 800 mieszkańców.